# For All Mankind
For All Mankind je americký drama sci-fi televizní seriál z roku 2019, vytvořený Ronaldem D. Mooreem, Mattem Wolpertem a Benem Nediviem. V hlavních rolích se objevili herci Joel Kinnaman, Michael Dorman, Sarah Jones, Shantel VanSanten, Jodi Balfour a Wrenna Schmidta. Sonya Walger, Krys Marshall, Cynthy Wu, Casey W. Johnson a Coral Peña se připojily k hlavnímu obsazení v druhé sérii a Edi Gathegi se přidal v sérii třetí.
Seriál zobrazuje alternativní historii „co by se stalo, kdyby globální vesmírný závod nikdy neskončil“, poté, co Sovětský svaz úspěšně přistál jako první na Měsíci před Spojenými státy. V seriálu se nachází odkazy na skutečné historické postavy a události, včetně Apolla 11 – Neila Armstronga, Buzze Aldrina a Michaela Collinse, astronauta Mercury 7 Dekea Slaytona, raketového vědce Wernhera von Brauna, letového ředitele Genea Kranze a politiky Edwarda Kennedyho, Richarda Nixona, Ronalda Reagana a Billa Clintona.
Seriál měl premiéru 1. listopadu 2019 na streamovací službě Apple TV+, přičemž byl v říjnu 2019 obnoven pro druhou sérii, která měla premiéru 19. února 2021 a v prosinci 2020 byl seriál prodloužen třetí sérií, která měla premiéru 10. června 2020. V červnu 2022 bylo zároveň oznámeno, že seriál bude mít i 4. řadu, která byla potvrzena v září 2023, která měla premiéru 10. listopadu 2023.

## Děj
V alternativní časové ose se v roce 1969 sovětský kosmonaut Alexej Leonov stává prvním člověkem, který přistál na Měsíci. Tento výsledek devastuje morálku v NASA, ale také zvyšuje americkou snahu dohnat Sovětský svaz. Vzhledem k tomu, že Sovětský svaz kladl důraz na rozmanitost tím, že do následných přistání zahrnul ženu, jsou Spojené státy nuceny vyrovnat se tempu a trénovat ženy a menšiny, které byly z prvních desetiletí amerického vesmírného průzkumu z velké části vyloučeny. Poté, co na Měsíci přistane úspěšně i USA, podaří se agentuře postavit první, primitivní základnu na Měsíci „Jamestown“ a závod o Měsíc a následně i Mars pokračuje.
Během první série se sleduje vývoj prvního přistání Sovětského svazu na Měsíci, následně i první přistání USA. Do druhé série se přenese příběh přes americkou základnu Jamestown a následně i sovětskou základnu Zvezda. Třetí sérii se točí okolo přistání a dobytí Marsu, přičemž se do vesmírného závodu připojuje soukromá společnost Helios Aerospace.
Každá ze tří sérií se odehrává v jiném desetiletí – 1. série v polovině 60. let a 70. let 20. století, 2. série v 80. letech a 3. série v 90. letech 20. století a čtvrtá v prvním desetiletí 21. století.

## Obsazení

### Hlavní role
- Joel Kinnaman jako Edward „Ed“ Baldwin, jeden z nejlepších astronautů NASA, založený podle astronauta z mise Apollo 10, Thomase Stafforda
- Michael Dorman jako Gordon „Gordo“ Stevens (1. a 2. série), astronaut a nejlepší přítel Eda, založený na pilotovi Apolla 10, Eugene Cernana.
- Sarah Jones jako Tracy Stevensová (1. a 2. série), Grodova manželka, později ex-manželka, která se stala astronautkou
- Shantel VanSanten jako Karen Baldwinová (1.–3. série), Edova manželka, později ex-manželka, která vlastní hospodu „Outpost“
- Jodi Balfour jako Ellen Wilsonová, astronautka, později prezidentka USA
- Wrenn Schmidt jako Margo Madisonová, inženýrka NASA, která se později stane ředitelkou agentury, založená na Frances Northcuttové.
- Sonya Walger jako Molly Cobbová (1.–3. série), astronautka, založená na základě Jerrie Cobbové.
- Krys Marshall jako Danielle Pooleová, astronautka
- Cynthy Wu jako Kelly Baldwin (od 2. série), vědkyně a adoptovaná dcera Eda a Karen
- Casey W. Johnson jako Danny Stevensová (od 2. série), astronaut, syn Gorda a Tracy
  - Jason David a Mason Thames jako mladý Danny Stevens
- Coral Peña jako Aleida Rosales (od 2. série), imigrantka bez dokladů z Mexika, která se později stane letovou ředitelkou
  - Olivia Trujillo jako mladá Aleida Rosales
- Edi Gathegi jako Dev Ayesa (3. série), zakladatel společnosti Helios Aerospace

### Vedlejší role

#### 1. série
- Chris Bauer jako Deke Slayton
- Colm Feore jako Wernher von Braun
- Eric Ladin jako Gene Kranz
- Michael Harney jako Jack Broadstreet
- Dan Donohue jako Thomas O. Paine (i v 2. sérii)
- Arturo Del Puerto jako Octavio Rosales (i v 3. sérii)
- Ben Begley jako Charlie Duke
- Rebecca Wisocky jako Marge Slaytonová
- Meghan Leathers jako Pam Hortonová (i v 2. sérii)
- Chris Agos jako Buzz Aldrin
- Ryan Kennedy jako Michael Collins
- Noah Harpster jako Bill Strausser
- Nick Toren jako Tim McKiernan (i v 2. sérii)
- Daniel Robbins jako Hank Poppen
- Dave Power jako Frank Sedgewick (i v 2. sérii)
- Spencer Garrett jako Roger Scott (i v 2. sérii)
- Teddy Blum a Tait Blum jako Shane Baldwin
- William Lee Holler a Zakary Risinger jako Jimmy Stevens
  - David Chandler jako starší Jimmy Stevens (i v 2. a 3. sérii)
- Teya Patt jako Emma Jorgens
- Krystal Torres jako Cata
- Nate Corddry jako Larry Wilson (i v 2. a 3. sérii)
- Dan Warner jako generál Arthur Weber
- Lenny Jacobson jako Wayne Cobb (i v 2. sérii)
- Edwin Hodge jako Clayton Poole
- Tracy Mulholland jako Gloria Sedgewicková
- Wallace Langham jako Harold Weisner
- Leonora Pitts jako Irene Hendricks (i v 2. sérii)
- James Urbaniak jako Gavin Donahue
- Megan Dodds jako Andrea Walters (i v 2. sérii)

#### 2. série
- John Marshall Jones jako generál Nelson Bradford
- Michael Benz jako Gary Piscotty
- Michaela Conlin jako Helena Webster
- Tim Jo jako Steve Pomeranz
- Charlie Schlatter jako Paul Michaels
- Linda Parková jako Amy Chang
- Scott Michael Campbell jako Alex Rossi (i v 3. sérii)
- Kayla Blake jako dr. Kouri
- Ellen Wroe jako Sally Rideová
- Alex Akpobome jako Paul DeWeese
- Daniel David Stewart jako Nick Corrado (i v 3. sérii)
- Connor Tillman jako Vance Paulson
- Zac Titus jako Charles Bernitz (i v 3. sérii)
- Andre Boyer jako Jason Wilhelm
- Chris Cortez jako Steve Lopez
- Jeff Hephner jako Sam Cleveland (i v 3. sérii)
- Piotr Adamczyk jako Sergei Nikulov (i v 3. sérii)
- Josh Duvendeck jako Nathan Morrison
- Alexander Sokovikov jako Rolan Efimovitch Baranov (i v 3. sérii)

#### 3. série
- Sahana Srinivasan jako Nuri Prabakar
- Sean Patrick Thomas jako Corey Johnson
- Justice jako Isaiah Johnson
- Lev Gorn jako Grigory Kuznetsov
- Vera Cherny jako Lenara Catiche
- Ken Rudulph jako Edward Kline
- John Hartmann jako Richard Truly
- Randy Oglesby jako Governor Jim Bragg
- Jessica Tuck jako Christine Francis (i v 4. sérii)
- Larry Sullivan jako Ryan Bauer
- Robert Bailey Jr. jako Will Tyler (i v 4. sérii)
- Pawel Szajda jako Alexei Poletov
- Anne Beyer jako Louisa Mueller
- Goran Ivanovski jako dr. Dimitri Mayakovsky
- Jorge Diaz jako Victor Diaz
- Tiago Martinez jako Javier Diaz
- Madeline Bertani jako Amber Stevens
- Allison Dunbar jako Jenna Leigh
- Stewart Skelton jako Dick Gephardt
- Amol Shah jako Adarsh Sethi
- Nick Boraine jako Lars Hagstrom
- Ayinde Howell jako Benjamin Harmon
- Ilza Ponko jako Isabel Castillo
- Blair Hickey jako Richard „Dicky“ Hilliard (i v 4. sérii)

#### 4. série
- Toby Kebbell jako Miles Dale
- Tyner Rushing jako Samantha Massey
- Svetlana Efremova jako Irina Morozova
- Daniel Stern jako Eli Hobson

### Hostující role
- Jeff Branson jako Neil Armstrong
- Steven Pritchard jako Pete Conrad
- Saul Rubinek jako Charles Sandman
- Cass Buggé jako Patty Doyleová
- Brian Stepanek jako John A. Powers
- Matt Battaglia jako John Glenn
- Stephen Oyoung jako Harrison Liu
- Mark Ivanir jako Mikhail Mikhailovich Vasiliev
- Bjørn Alexander jako Wubbo Ockels
- Garrett Reisman
- Nikola Djuricko jako Stepan Petrovich Alexseev
- Alexander Babara jako Radislav Semenovich Orlov
- Dustin Seavey jako Lee Atwater
- Tony Curran jako Clarke Halladay
- Heidi Sulzman jako Sylvie Kaplan
- Taylor Dearden jako Sunny Hall
- John Forest jako Jeremy Zielke

## Seznam dílů
| Řada | Díly | Premiéra v USA     | Premiéra v USA    |
| Řada | Díly | První díl          | Poslední díl      |
| ---- | ---- | ------------------ | ----------------- |
| 1    | 10   | 1. listopadu 2019  | 20. prosince 2019 |
| 2    | 10   | 19. února 2021     | 23. dubna 2021    |
| 3    | 10   | 10. června 2022    | 12. srpna 2022    |
| 4    | 10   | 10. listopadu 2023 | 12. ledna 2024    |

## Produkce

### Obsazení
V srpnu 2018 bylo oznámeno, že do hlavních rolí byli obsazeni herci Joel Kinnaman, Michael Dorman, Sarah Jones, Shantel VanSanten a Wrenn Schmidt. Eric Ladin, Arturo Del Puerto a Rebecca Wisocky byli zároveň obsazeni do vedlejších rolí. 5. října 2018 bylo oznámeno, že Jodi Balfour byla obsazena do pravidelné vedlejší role.
19. listopadu 2020 byli Cynthy Wu, Coral Peña a Casey W. Johnson obsazeni do hlavních rolí pro druhou sérii, přičemž Krys Marshall a Sonya Walger byli povýšeni do hlavních rolí pro druhou sérii. 16. prosince 2020 se k obsazení druhé série připojila Michaela Conlin ve vedlejší roli.
V červnu 2021 bylo oznámeno, že Edi Gathegi se připojí k obsazení třetí řady ve vedlejší roli. S vydáním čtvrté série se do vedlejšího obsazení přidali Daniel Stern, Toby Kebbell, Tyner Rushing a Svetlana Efremova.

### Natáčení
Natáčení seriálu začalo v srpnu 2018 v Los Angeles v Kalifornii a v březnu 2019 natáčení skončilo. Natáčení druhé série začalo 24. prosince 2019, ale kvůli pandemii covidu-19 byla produkce druhé série pozastavena. 17. srpna 2020 byla produkce obnovena a byly dotočeny poslední dvě epizody. Natáčení třetí série začalo v únoru 2021 a skončilo v polovině září téhož roku. Natáčení 4. série započalo v srpnu 2022 a skončilo v lednu 2023.

### Premiéra
První série seriálu měla premiéru na streamovací službě Apple TV+ 1. listopadu 2019, přičemž obsahovala 10 epizod a skončila 20. prosince 2019. Ještě před premiérou první série byla objednána výroba druhé série, která měla následně premiéru 19. února 2021, skončila 23. dubna 2021, a stejně jako předchozí série, měla 10 epizod. Třetí série měla premiéru 10. června 2022 a skončila 12. srpna 2022, přičemž obsahovala jako předchozí série 10 dílů.
V červnu 2022 bylo oznámeno, že seriál získá i 4. řadu. Ta se začala produkovat v srpnu téhož roku. V září 2023 byl zveřejněn teaser, přičemž bylo také zveřejněno datum premiéry – 10. listopadu 2023.
Scenáristé uvedli, že celkově plánují, aby seriál skočil se 7 sériemi.

## Ocenění
| Rok  | Ocenění                               | Kategorie                                                          | Nominace                                                                      | Výsledek          |
| ---- | ------------------------------------- | ------------------------------------------------------------------ | ----------------------------------------------------------------------------- | ----------------- |
| 2019 | IGN Awards                            | Nejlepší nový televizní seriál                                     | For All Mankind                                                               | nominace          |
| 2021 | Primetime Creative Arts Emmy Awards   | Inovace v interaktivním programování                               | For All Mankind                                                               | vítězství         |
| 2021 | TCA Awards                            | Nejlepší drama                                                     | For All Mankind                                                               | nominace          |
| 2021 | Cena Saturn                           | Nejlepší fantasy televizní seriál                                  | For All Mankind                                                               | vítězství         |
| 2022 | Critics' Choice Television Awards     | Nejlepší dramatický televizní seriál                               | For All Mankind                                                               | nominace          |
| 2022 | Golden Reel Awards                    | Úspěch v střihu zvuku                                              | Vince Balunas (za 8. díl 2. řady Vzdání holdu)                                | nominace          |
| 2022 | Cena Hugo                             | Nejlepší krátká dramatická prezentace                              | Matt Wolpert, Ben Nedivi a Sergio Mimica-Gezzan (za poslední díl 2. řady Šeď) | nominace          |
| 2022 | Producers Guild of America Awards     | OGA Inovativní ocenění                                             | For All Mankind: Time Capsule                                                 | vítězství         |
| 2022 | Cena Saturn                           | Nejlepší vysílaný sci-fi televizní seriál                          | For All Mankind                                                               | nominace          |
| 2022 | Cena Saturn                           | Nejlepší podpůrný herec ve vysílaném televizním seriálu            | Joel Kinnaman                                                                 | nominace          |
| 2023 | Critics' Choice Television Awards     | Nejlepší sci-fi/fantasy televizní seriál                           | For All Mankind                                                               | nominace          |
| 2023 | Hollywood Creative Alliance TV Awards | Nejlepší podpůrný herec v dramatickém vysílaném televizním seriálu | Edi Gathegi                                                                   | nominace          |
| 2023 | Cena Hugo                             | Nejlepší prezentace                                                | Matt Wolpert a Ben Nedivi (za díl Stranger in a Strange Land)                 | nominace          |
| 2024 | Art Directors Guild Awards            | Produkční design jednokamerového, hodinového fantasy seriálu       | Seth Reed (za díl The Bear Hug)                                               | dosud nevyhlášeno |
| 2024 | Primetime Creative Arts Emmy Awards   | Vynikající seriál pro nově vznikající média                        | For All Mankind, 3. série                                                     | vítězství         |